# NGC 4524
NGC 4524 est une galaxie spirale intermédiaire située dans la constellation de la constellation du Corbeau. NGC 4524 a été découverte par l'astronome britannique John Herschel en 1828. Peu d'études ont été réalisées sur cette galaxie. 

## Caractéristiques
La classe de luminosité de NGC 4524 est II-III et elle présente une large raie HI. Elle renferme également des régions d'hydrogène ionisé.

### Distance
Sa vitesse par rapport au fond diffus cosmologique est de 5 190 ± 25 km/s, ce qui correspond à une distance de Hubble de 76,6 ± 5,4 Mpc (∼250 millions d'al).
À ce jour, cinq mesures non basées sur le décalage vers le rouge (redshift) donnent une distance de 60,800 ± 10,939 Mpc (∼198 millions d'al), ce qui est de justesse à l'intérieur des valeurs de la distance de Hubble. Notons cependant que c'est avec la valeur moyenne des mesures indépendantes, lorsqu'elles existent, que la base de données NASA/IPAC calcule le diamètre d'une galaxie et qu'en conséquence le diamètre de NGC 4524 pourrait être d'environ 28,0 kpc (∼91 300 al) si on utilisait la distance de Hubble pour le calculer.